# Zone radiative stellaire

La zone radiative est une partie interne d'une étoile où l'énergie est transportée vers l'extérieur par le biais de la diffusion radiative et de la conduction thermique, plutôt que par la convection. L'énergie voyage à travers la zone radiative sous la forme de radiation électromagnétique transportée par les photons[réf. à confirmer]. La matière dans la zone radiative est si dense que les photons peuvent uniquement y avancer d'une petite distance avant d'être absorbés ou déviés par une autre particule. Pour cette raison, on estime que le rayonnement met jusqu'à un million d'années pour traverser la zone radiative.
L'existence, l'étendue et même la position de cette zone varient grandement selon la masse de l'étoile. Ainsi, les étoiles de moins de 0,3 masse solaire (M☉) n'en auraient pas. Pour les autres étoiles, la zone radiative est située avant la zone convective pour celles de moins de 1,2 M☉, et après pour celles de plus de 1,2 M☉.

## Historique

### Modèle stellaire d'Eddington
En 1920, Eddington propose un modèle stellaire décrivant la dynamique à l'intérieur des étoiles. Le modèle d'Eddington est basé sur l'équilibre hydrostatique, la conservation de l'énergie et le transfert radiatif. Ainsi, une étoile est en équilibre hydrostatique, c'est-à-dire que la pression engendrée par la gravité de l'étoile est équilibrée par la pression de la matière à l'intérieur de l'étoile.

## Caractéristiques physiques
Pour les étoiles de la séquence principale, la zone radiative se situe à différents endroits dans l'étoile selon sa masse.
- Pour les étoiles de moins de 0,3 M☉, la zone radiative est inexistante.
- Pour les étoiles ayant une masse de 0,3 à 1,2 M☉[note 2], la zone radiative se situe entre le centre de l'étoile et la zone convective. Elle inclut le noyau. Dans ces étoiles, la zone radiative est séparée de la zone convective par la tachocline. C'est à cet endroit que la rotation uniforme de la zone radiative rencontre la rotation différentielle de la zone de convection[6]. De plus, le rayon de la zone radiative augmente de façon linéaire en fonction de la masse de l'étoile.
- Pour les étoiles de masse supérieure à 1,2 M☉, la zone radiative s'étend quasiment à l'ensemble de l'étoile. Dans ce cas, le noyau serait convectif plutôt que radiatif[7].

Cette différence dans la structure stellaire en fonction de la masse s'explique par la variation de la température du noyau de l'étoile. En effet, lorsque la masse de l'étoile diminue, la température en son centre diminue également. Cette différence de température modifie l'importance relative du cycle CNO, l'un des cycles de formation de l'énergie dans les étoiles. Cela entraine la diminution de la zone convective centrale et même une disparition de celle-ci autour de 1,2 masse solaire. De plus, l'apparition d'une zone convective à l'extérieur de la zone radiative s'expliquerait par un changement dans l'origine de l'opacité de l'étoile. En effet, pour les étoiles de 0,3 à 1,2 masse solaire, l'opacité est principalement due à la transition libre-libre et liée-libre,. Ces réactions deviennent très importantes autour de 105 kelvins (K), augmentant ainsi significativement l'opacité de l'étoile. Afin de maintenir un débit d'énergie constant malgré une opacité accrue, la température augmente dans la région externe de l'étoile. Cette augmentation de température crée de l'instabilité et permet ainsi la formation d'une zone convective au-delà de la zone radiative. Plus, la masse d'une étoile diminue, plus sa zone convective extérieure est grande.
Dans une étoile, le mode de transfert d'énergie (transfert radiatif ou convectif) est déterminé en fonction des conditions de température et de pression. Ces conditions varient selon la masse de l'étoile.

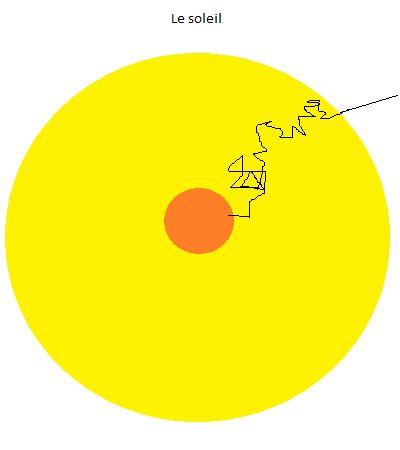
Représentation du trajet d'un photon dans la zone radiative.

Tel que son nom l'indique, le mode de transport radiatif intervient dans la zone radiative. Puisque la matière y est suffisamment dense, les photons émis par le noyau sont constamment absorbés par les électrons libres et les atomes présents dans le gaz ionisé de la zone radiative. Ces photons sont alors réémis, puis réabsorbés par d'autres électrons et d'autres atomes. Ce processus se produit à répétition jusqu'à la surface de la zone radiative. Comme le phénomène d'absorption et de réémission est aléatoire, il ne favorise pas la direction vers l'extérieur de la zone radiative. C'est pourquoi la durée du trajet d'un photon à l'intérieur de la zone radiative est estimé entre quelques milliers et quelques millions d'années, en fonction de la taille, de la densité et de la composition de l'étoile.

### Température
Dans la zone radiative, le gradient de température ({\displaystyle {\text{d}}T}), donné en fonction du rayon de l'étoile {\displaystyle r}, s'exprime par la relation :
{\displaystyle {\frac {{\text{d}}T(r)}{{\text{d}}r}}\ =\ -{\frac {3\kappa (r)\rho (r)L(r)}{(4\pi r^{2})(16\sigma _{B})T^{3}(r)}}}
où 
- {\displaystyle \kappa (r)} est l'opacité de l'étoile,
- {\displaystyle \rho (r)} est la densité de la matière,
- {\displaystyle L(r)} est la luminosité de l'étoile et {\displaystyle \sigma _{B}} est la loi de Stefan-Boltzmann[1].

Le signe négatif dans l'équation indique que la température diminue au fur et à mesure que l'on s'éloigne d'une distance {\displaystyle r} du centre de l'étoile.
Une grande opacité ou une grande luminosité peuvent engendrer un haut gradient de température, ce qui indique un transfert d'énergie peu efficace[réf. souhaitée].

## Zones radiatives notables

### Soleil
La zone radiative solaire s'étend du centre de l'étoile jusqu'à la tachocline, à environ 72 % du rayon solaire. La zone située du centre jusqu'à environ 25 % du rayon solaire est connue sous le nom de noyau.